# 王锡贞
王锡贞（1938年12月—），曾用名王亚静，女，汉族，浙江绍兴人，中华人民共和国中医妇科专家、政治人物。第八、九届全国政协委员。